# بوب بيكمان
بوب بيكمان (بالإنجليزية: Bob Beckman)‏ هو كاتب أمريكي، ولد في 25 أغسطس 1934 في نيويورك في الولايات المتحدة، وتوفي في 6 ديسمبر 2007 بسبب سرطان.